# Bruce Tognazzini
Bruce „Tog“ Tognazzini (* 1945) ist ein amerikanischer Usability-Berater und Designer. Er arbeitet derzeit in Partnerschaft mit Donald Norman und Jakob Nielsen in der Nielsen Norman Group, die sich auf Mensch-Computer-Interaktion spezialisiert hat. Er arbeitete vierzehn Jahre lang bei Apple Computer, anschließend vier Jahre bei Sun Microsystems und dann weitere vier Jahre bei WebMD.
Er hat zwei Bücher geschrieben, Tog on Interface und Tog on Software Design, die bei Addison-Wesley erschienen sind, und er ist Herausgeber des Webzines Asktog mit dem Slogan Interaction Design Solutions for the real world.

## Berufliche Laufbahn
Tog (wie er in Computerkreisen weithin bekannt ist) baute 1957 seinen ersten elektromechanischen Computer. 1959 erhielt er einen Auftrag für den ersten Scheck-Lesecomputer der Welt, den ERMA (Electronic Recording Method of Accounting) von NCR, bei der Bank of America in San Francisco.
Tog war ein und einflussreicher Mitarbeiter von Apple Computer, von 1978 bis 1992. Im Juni 1978 ließ ihn Steve Jobs, nachdem er eines seiner frühen Programme, The Great American Probability Machine, gesehen hatte, von Jef Raskin als ersten Anwendungssoftware-Ingenieur von Apple einstellen. Er ist auf der Rückseite seines Buches Tog on Interface (Addison-Wesley, 1991) als „Apple-Mitarbeiter #66“ aufgeführt (dieselbe Mitarbeiternummer, die er später bei WebMD hatte).
In seinen frühen Tagen bei Apple, zeitgleich mit der Entwicklung von Apples erster menschlicher Schnittstelle für den Apple II Computer, veröffentlichte er Super Hi-Res Chess, ein neuartiges Programm für den Apple II, das trotz seines Namens weder Schach spielte noch eine hochauflösende (Hi-Res) Grafik hatte; stattdessen schien es an der Applesoft BASIC Eingabeaufforderung mit einer Fehlermeldung abzustürzen, war aber in Wirklichkeit eine Parodie von Apples BASIC Kommandozeilen-Schnittstelle, die scheinbar die Kontrolle über den Computer übernahm und sich weigerte, sie zurückzugeben, bis das Zauberwort entdeckt wurde.
Seine umfangreiche Arbeit im Bereich des Testens und Designs von Benutzeroberflächen, einschließlich der Veröffentlichung der ersten Ausgabe im September 1978 und sieben nachfolgender Ausgaben von The Apple Human Interface Guidelines, spielte eine wichtige Rolle bei der Ausrichtung der Apple-Produktlinie von den Anfängen von Apple bis in die 1990er Jahre. (Steve Smith und Chris Espinosa spielten ebenfalls eine Schlüsselrolle, indem sie das anfängliche Material auf den Lisa- und Macintosh-Computern in die vierte und fünfte Ausgabe Anfang der 1980er Jahre einbrachten).
Er und sein Partner, John David Eisenberg, schrieben Apple Presents... Apple, die Diskette, die neuen Apple II-Besitzern den Umgang mit dem Computer beibrachte. Diese Diskette wurde zu einer sich selbst erfüllenden Prophezeiung: Zum Zeitpunkt ihrer Erstellung gab es noch keine Apple-II-Standardschnittstelle. Da den neuen Besitzern die Schnittstelle von Tog und David beigebracht wurde, begannen die Entwickler bald darauf zu schreiben, unterstützt durch die Apple Human Interface Guidelines von Tog und verstärkt durch AppleWorks, eine Reihe von Produktivitätsanwendungen für den Apple II, in die Tog ebenfalls die gleiche Schnittstelle integriert hatte.
Erst nach dem frühen Ausscheiden von Steve Job von Apple im Jahr 1985 übernahm Tog die Leitung der Schnittstelle für beide Maschinen. Während dieser Zeit war Tog für das Design der hierarchischen Menüs des Macintosh verantwortlich und erfand Time-Out-Dialogfelder, die nach einem sichtbaren Countdown die Standardaktivität ausführen, ohne dass der Benutzer explizit klickt. Er erfand auch die „Paket“-Illusion, die später von Apple für Macintosh-Anwendungen verwendet wurde, mit all ihren unterstützenden Dateien, residieren sie in einem „Paket“, das seinerseits das Programm selbst zu sein scheint und als Programmsymbol und nicht als Ordner erscheint. Diese Illusion ermöglicht das einfache Installieren und Löschen von Mac-Programmen per Drag-and-Drop.
Während seiner Arbeit bei Sun Microsystems in den Jahren 1992 und 1993 produzierte er den Videoprototyp Starfire, um eine Vorstellung von einer auf Benutzerfreundlichkeit ausgerichteten Vision des Büros der Zukunft zu vermitteln. Das Video sagte den Aufstieg einer neuen Technologie voraus, die unter dem Namen World Wide Web bekannt werden sollte. Popular Science Magazine berichtete im März 2009, dass Microsoft gerade ein neues Video produziert hat, das das Leben im Jahr 2019 zeigt: „Die Microsoft-Details 2019 in diesem Video sind fast identisch mit denen, die 2004 in diesem von Sun Microsystems 1992 produzierten Video vorhergesagt wurden“.
Während seiner Zeit bei Sun Microsystems meldete Tog auch 58 US-Patente an, von denen 57 in den Bereichen Flugsicherheit, GPS und Mensch-Computer-Interaktion erteilt wurden. Darunter ist auch das US-Patent 6278660, die Armbanduhr zur Zeitzonenverfolgung mit eingebautem GPS und einfachen Zeitzonenkarten, die sich mit Hilfe der Atomuhr des GPS-Satelliten einstellt und sich automatisch neu einstellt, wenn eine neue Zeitzone betreten wird.
Nach seiner vierjährigen Tätigkeit bei WebMD schloss sich Tog im Jahr 2000 seinen Kollegen als dritter Direktor der Nielsen-Norman-Gruppe neben Jakob Nielsen und Donald Norman an.

## Werke
- The Apple Human Interface Guidelines (1987)[5]
- Tog on Interface (1992), ISBN 978-0-201-60842-7.
- Tog on Software Design (1995), ISBN 978-0-201-48917-0.